# Großer Preis von Miami
Der Große Preis von Miami ist ein Formel-1-Rennen, das seit 2022 Teil der Formel-1-Weltmeisterschaft ist. Die Veranstaltung wird auf dem Miami International Autodrome ausgetragen.

## Geschichte
Im Jahr 2018 wurde der Stadt Miami das erste Mal ein Vorschlag für ein potentielles Rennen im Zusammenhang mit der Formel-1-Weltmeisterschaft 2019 vorgeschlagen. Nach der Ablehnung durch den Stadtrat für ein Rennen 2019 oder 2020 wurde ein Vorschlag für ein Rennen 2021 vorangebracht. Bei diesem zweiten Vorschlag wurde die Strecke von der Innenstadt auf den Parkplatz des in der Nähe gelegenen Hard Rock Stadiums verlegt. Das Rennen schaffte es nicht in den Kalender für 2021, da sich die Formel 1 für den Großen Preis von Saudi-Arabien entschied. Die Veranstaltung war Teil der Formel-1-Weltmeisterschaft 2022, wobei mit den Veranstaltern ein Zehnjahresvertrag für das Rennen auf dem Miami International Autodrome ausgehandelt wurde. Während des Grand Prix 2025 wurde bekanntgegeben, dass die Strecke weiterhin bis mindestens 2041 im Rennkalender bleiben wird.

## Strecke
Die Strecke wurde speziell für die Veranstaltung entworfen, wobei mehrere potenzielle Streckendesigns vorgeschlagen und getestet wurden. Der Besitzer des Stadions, Stephen Ross, hatte schon seit mehreren Jahren versucht, den Großen Preis auszutragen, bevor er erfolgreich war.

## Ergebnisse
| Auflage | Jahr | Strecke | Klasse | Sieger                                | Zweiter                               | Dritter                        | Pole-Position                         | Schnellste Runde                      |
| ------- | ---- | ------- | ------ | ------------------------------------- | ------------------------------------- | ------------------------------ | ------------------------------------- | ------------------------------------- |
| 01      | 2022 | Miami   | F1     | Max Verstappen (Red Bull Racing-RBPT) | Charles Leclerc (Ferrari)             | Carlos Sainz jr. (Ferrari)     | Charles Leclerc (Ferrari)             | Max Verstappen (Red Bull Racing-RBPT) |
| 02      | 2023 | Miami   | F1     | Max Verstappen (Red Bull Racing-RBPT) | Sergio Pérez (Red Bull Racing-RBPT)   | Fernando Alonso (Aston Martin) | Sergio Pérez (Red Bull Racing-RBPT)   | Max Verstappen (Red Bull Racing-RBPT) |
| 03      | 2024 | Miami   | F1     | Lando Norris (McLaren-Mercedes)       | Max Verstappen (Red Bull Racing-RBPT) | Charles Leclerc (Ferrari)      | Max Verstappen (Red Bull Racing-RBPT) | Oscar Piastri (McLaren-Mercedes)      |
| 04      | 2025 | Miami   | F1     | Oscar Piastri (McLaren-Mercedes)      | Lando Norris (McLaren-Mercedes)       | George Russell (Mercedes)      | Max Verstappen (Red Bull Racing-RBPT) | Lando Norris (McLaren-Mercedes)       |